# First Republic Bank

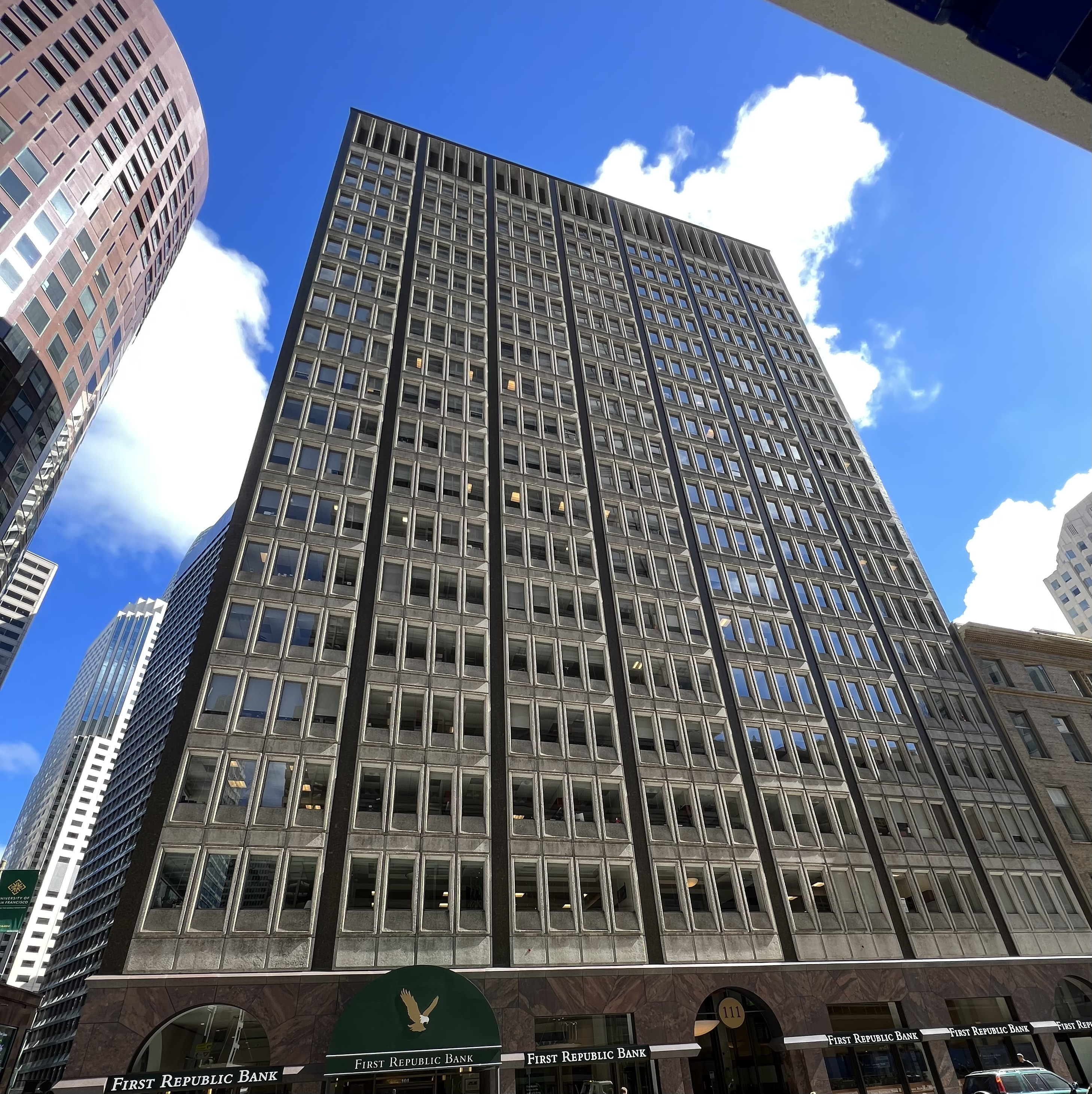
First Republic Banks huvudkontor.

First Republic Bank är en amerikansk affärsbank som grundades 1985 med huvudkontor i San Francisco. Banken har över 90 kontor runt om i USA och är inriktad mot höginkomsttagare.
Under bankkrisen i USA i mars 2023 skrevs bankens kreditvärde ner av Standard & Poor's då banken inte ansågs inneha tillräckligt med likvida medel. För att förhindra ännu en bankrusning likt den som dagar tidigare drabbat Silicon Valley Bank gick 11 amerikanska banker in med ett stödpaket på 30 miljarder dollar till banken. Trots detta fortsatte bankens aktier att falla.
Den första maj 2023 berättade JPMorgan Chase att de köper majoriteten av tillgångarna för 10,6 miljarder dollar. Därmed blev First Republic Bank den största banken att gå i konkurs sedan Washington Mutual 2008.